# Горовой Борис Олегович
Бори́с Оле́гович Горово́й (біл. Барыс Алегавіч Гаравой, рос. Борис Олегович Горовой, нар. 8 квітня 1974, Ленінград) — білоруський футболіст російського походження, півзахисник. По завершенні ігрової кар'єри — футбольний тренер. Наразі входить до тренерського штабу клубу «Таганрог».
Як гравець насамперед відомий виступами за «Зеніт», а також національну збірну Білорусі.

## Клубна кар'єра
У дорослому футболі дебютував 1991 року виступами за білоруську команду «Ведрич-97», взявши участь лише у 9 матчах чемпіонату.
З 1991 по 1995 рік грав у складі «Торпедо» (Таганрог), після чого повернувся до Білорусі і захищав кольори МПКС (Мозир) та «Торпедо» (Мінськ).
Своєю грою за останню команду привернув увагу представників тренерського штабу пітерського «Зеніта», до складу якого приєднався 1999 року і спочатку грав за дублюючу команду, але дуже швидко потрапив до основної. Відіграв за санкт-петербурзьку команду наступні три сезони своєї ігрової кар'єри. Більшість часу, проведеного у складі «Зеніта», був основним гравцем команди.
Протягом сезону 2003 року захищав кольори «Торпедо-Металурга» та «Волгаря» (Астрахань).
Завершив професійну ігрову кар'єру в «Металурзі» (Запоріжжя), за який виступав протягом сезону 2004—05 років, після чого завершив ігрову кар'єру.

## Виступи за збірну
1998 року дебютував в офіційних матчах у складі національної збірної Білорусі в товариській грі зі збірною Литви. Проте закріпитися у складі збірної Горовой не зумів і провів загалом в формі головної команди країни лише 3 матчі.

## Кар'єра тренера
Розпочав тренерську кар'єру, повернувшись до футболу після невеликої перерви, 2011 року, увійшовши до тренерського штабу клубу «Таганрог», в якому Борис Горовой працює і досі.
| Дата       | Місто            | Господарі | Результат | Гості    | Турнір           | Голи | Примітки |
| ---------- | ---------------- | --------- | --------- | -------- | ---------------- | ---- | -------- |
| 07/06/1998 | Мінськ           | Білорусь  | 5 – 0     | Литва    | товариський матч | -    |          |
| 18/08/1999 | Мінськ           | Білорусь  | 0 – 2     | Росія    | товариський матч | -    |          |
| 26/04/2000 | Андорра-ла-Велья | Андорра   | 2 – 0     | Білорусь | товариський матч | -    |          |
| Усього     |                  | Матчів    | 3         |          | Голів            | 0    |          |

## Досягнення
- Чемпіон Білорусі (1): 1996
- Володар Кубка Білорусі (1): 1995/96